# Moneta spinigera
Moneta spinigera är en spindelart som beskrevs av O. Pickard-Cambridge 1870. Moneta spinigera ingår i släktet Moneta och familjen klotspindlar. Inga underarter finns listade i Catalogue of Life.